# قرصنة ألعاب الفيديو
قرصنة ألعاب الفيديو هي نسخ وتوزيع غير مصرح به لألعاب الفيديو، وهي شكل من أشكال انتهاك حقوق النشر. غالبًا ما يُشار إليها على أنها مشكلة كبيرة يواجهها ناشرو ألعاب الفيديو عند توزيع منتجاتهم، نظرًا لسهولة قدرتهم على توزيع الألعاب مجانًا، عبر التورنت أو مواقع الويب التي تقدم روابط تنزيل مباشرة.  يحاول أصحاب الحقوق عمومًا مكافحة قرصنة منتجاتهم من خلال فرض قانون الألفية للملكية الرقمية، على الرغم من أن هذا غير ناجح تمامًا.  من حيث التوزيع المادي، تشتهر تايوان والصين وماليزيا بمراكز التصنيع والتوزيع الرئيسية لنسخ الألعاب المقرصنة، بينما تعد هونج كونج وسنغافورة مستوردين رئيسيين. 